# Helikoptérový rodič

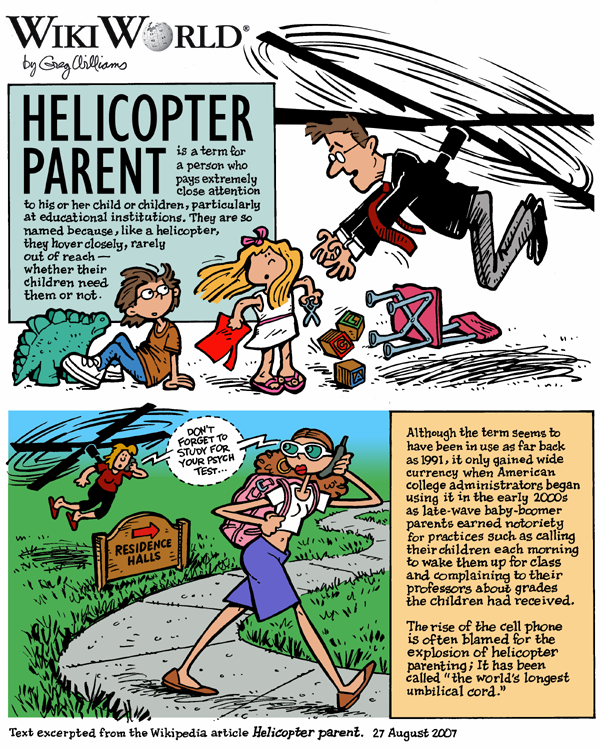
Helikoptérový rodič

Helikoptérový rodič (anglicky: helicopter parent) je rodič, který věnuje extrémní pozornost zkušenostem a problémům svého dítěte či dětí, obzvláště ve vzdělávacích institucích. Označení helikoptérový rodič vzniklo podle toho, že stejně jako helikoptéry tito rodiče neustále metaforicky „létají” nad svými dětmi a dohlíží na všechny aspekty jejich života včetně sociálních interakcí.

## Etymologie
Metafora se objevila již v roce 1969 v betselleru Between Parent and Teenager (Mezi rodičem a teenagerem) od Dr. Haima Ginotta, který zmiňuje dospívající děti, které si stěžují: „Máma nade mnou lítá jako helikoptéra“.
Označení „helikoptérový rodič” se na Západě užívá od konce 80. let. Značnou váhu získalo po roce 2000, protože je začali užívat američtí akademičtí zaměstnanci; tehdy se nejstarší mileniálové dostávali do věku, kdy začali nastupovat na vysokou školu.
Generace rodičů označovaná jako baby boomers proslula svými praktikami, jako je telefonování dětem každé ráno, aby se včas vzbudily a nezmeškaly školu, nebo stěžování si profesorům kvůli známkám svých dětí. Vedoucí letních táborů popisují podobné chování.

## Kořeny
Helikoptéroví rodiče se snaží pro své děti připravit úspěšnou životní dráhu, která povede k úspěchu. Vzestup helikoptérového rodičovství ovlivnily dvě sociální změny. První byla poměrně vzkvétající ekonomika 90. let s nízkou nezaměstnaností a vyšším disponibilním příjmem. Druhou bylo společenské vnímání zvýšení ohrožení dětí, které obhájkyně volného rodičovství Lenore Skenazy popisuje jako „zakořeněnou paranoiu”.
Deník The Chronicle of Higher Education uvedl, že helikoptéroví rodiče pokračují v hájení svých dospělých dětí i na vysokých školách a následně i po jejich stupu do zaměstnání. Helikoptéroví rodiče se objevují na pracovištích nebo volají manažerům, aby v zastoupení vyjednali pro své děti lepší platové podmínky.
Generační demograf Neil Howe popisuje helikoptérové rodičovství jako styl rodičů z generace Baby boomers, jejichž děti patří do generace tzv. Mileniálů. Howe popisuje tento styl rodičovství jako odlišný od rodičů z generace X, které naopak přirovnává k rodičům – „maskovaným stíhacím letounům”, kvůli jejich tendenci přecházet drobné problémy, zatímco v případě závažných problémů reagují energicky a bez varování. Howe toto dává do kontrastu se stálou participací rodičů generace Baby boomers ve vzdělávání svých dětí a popisuje je jako „občas nápomocné, občas otravné, ale vždy poletující nad svými dětmi a dělající povyk.” Howe o těchto rodičích říká, že neuvěřitelná blízkost jakou mají ke svým dětem je podle jeho názoru dobrá věc.

### Čína
Univerzita Tianjin buduje tzv. stany lásky, aby ubytovala rodiče, kteří přijeli společně s dětmi právě přijatými ke studiu. Přespávají na matracích na podlaze tělocvičny. Komentátoři ze sociálních sítí uvádí, že faktorem, který v Číně výrazně přispěl k vzestupu helikoptérového rodičovství byla politika jednoho dítěte.

## Efekty
Profesor Richard Mullendore z University of Georgia uvádí, že mobilní telefony jsou faktorem, který výrazně přispěl k helikoptérovému rodičovství. Nazývá je „nejdelší pupeční šňůrou na světě“.
Někteří rodiče tvrdí na svou obhajobu, že kvůli zvyšujícím se poplatkům za studium jen chrání své investice jako jakýkoli jiný spotřebitel. Mezigenerační výzkum publikovaný v The Gerontologist sledoval jak učitelé a populární média spílají helikoptérovým rodičům, kteří létají kolem svých dětí, ale uvedl, že „komplex ekonomické a sociální poptávky stěžuje dětem rodičů z generace Baby boomers, aby získali vlastní oporu v dospělosti“.
Clare Ashton-James z mezinárodním průzkumu rodičů vyvodila, že helikoptéroví rodiče uvádějí vyšší míru spokojenosti. Některé studie naznačují, že přílišně ochranitelští, pánovití a kontrolující rodiče způsobují svým potomkům dlouhotrvající psychické potíže. Podle Univerzity College of London, popis těchto psychických problémů může být celoživotní a jejich dopad může být ve srovnatelném měřítku s jedinci, kteří trpí ztrátou blízké osoby. Podle rady pro lékařský výzkum „psychologická kontrola může limitovat nezávislost dítěte a zanechat je méně schopným regulovat své chování”.
Podle národního průzkumu o dětském zdraví z roku 2019 (dětská nemocnice C. S. Mott Childern's Hospital Michiganské univerzity) čtvrtina z dotazovaných rodičů uvedla, že jsou hlavní překážkou v nezávislosti svých dospívajících dětí, protože se nesnaží dát svým dětem více zodpovědnosti. V národním průzkumu sledujícím téměř 900 rodičů bylo zjištěno, že většina s dětmi mezi 14 a 18 lety přistoupila k „helikoptérování”, protože dle jejich slov bylo jednodušší, když si věci zařídí sami.
Ačkoli rodiče nebo zastánci helikoptérového rodičovství tvrdí, že restriktivní či pánovitý styl rodičovství může vnést disciplínu, jiní analytici mluví o důkazech, že tato forma rodičovství vede ke vzpouře teenagerů.
Studie realizovaná na Beijing Normal University (výzkum na 1500 studentech ve věku 14 let ve třinácti školách v Pekingu) uvádí, že rozmazlování může potlačit schopnost dítěte být vůdcem. Další studie (University of Florida) na skupině 500 studentů zjistila, že helikoptérové rodičovství je spojeno s větším množstvím emočních problémů, s obtížemi v rozhodování a s horšími studijními výsledky.